# 原之町車站
37°38′15.60″N 140°58′16.74″E / 37.6376667°N 140.9713167°E
原之町車站（日语：／ Haranomachi eki */?），是東日本旅客鐵道（JR東日本）常磐線的鐵路車站，位於福島縣南相馬市原町區。
此站為南相馬市最大的車站，常磐線仙台區域的Suica往南原本僅可用到此站，2020年3月14日起隨著磐城太田與小高兩站納入仙台近郊區間及Suica仙台區域，此站往南至磐城太田與小高兩站已可使用Suica，但不能跨到桃內車站與浪江車站以南各站使用。

## 車站結構
此站為地面車站，有兩座月台及三股軌道，月台與站房間以跨線橋連接。車站站場另有好幾股軌道供列車停放，由於有些班車一早在此站發車、深夜抵達，因此司機員會在此站夜宿。車站站區北側設有人行天橋，並裝設有無障礙電梯，供行人來往於東西兩側。
車站有站長及站員值班，設有綠色窗口、自動售票機、驗票閘門及JR東日本子公司「NEWDAYS」便利商店。站房曾於2008年進行翻新，翻新後外觀上更有日本傳統風格，並以南相馬市當地傳統馬術活動「相馬野馬追」為意象，站名牌旁邊繪有馬的剪影，站內一面的牆面有「駒繪百馬」圖。

### 月台配置
| 月台 | 路線    | 方向 | 目的地         |
| ---- | ------- | ---- | -------------- |
| 1    | ■常磐線 | 下行 | 岩沼、仙台方面 |
| 2    | ■常磐線 | 上行 | 磐城、水戶方面 |
| 3    | ■常磐線 | 上行 | 磐城、水戶方面 |
| 3    | ■常磐線 | 下行 | 岩沼、仙台方面 |

## 列車停站型態
在震災前，往來上野、仙台間的常陸號列車均會中停原之町車站，一部份班次以此站為終點站、發車站。
2020年3月14日起，常磐線全線復駛，上下行常陸號一日各三班均中停原之町車站。普通列車的運轉系統也於同一天起變更，以此站分為南北不同的運轉系統，不再直通行駛，運轉型態如下：
- 上行（小高、浪江、富岡、磐城、日立、水戶方面）
  - 白天大致一至兩小時一班普通列車，以E531系行駛[3]。
- 下行（鹿島、相馬、岩沼、仙台方面）
  - 白天大致每小時一至兩班普通列車，以701系及E721系行駛[3]。

## 東日本大地震影響
受到2011年3月11日所發生的東日本大地震及福島第一核電廠事故影響，此站以南到龍田車站之間的46公里路段共8座車站，位於福島第一核電廠方圓20公里警戒區之內，而長期停止列車通行。且往北相馬車站至濱吉田車站之間路線及四座車站遭海嘯沖毀。因此僅有此站至相馬車站間於2011年12月21日起恢復行駛普通車，所使用的車輛701系F2-18編成、F2-20編成、F2-25編成是從郡山綜合車輛中心以公路運輸方式運送到此站。
震災發生時，E721系P9+P27編成及701系F2-510編成正好停放於站內，由於前後線路不通，JR東日本將這兩組電聯車經公路運出此站。同時站內尚留置651系的K202編成、415系的K534編成以及若干斗車。由於沒有迫切使用需求，這些車輛長期停放於站內。2016年3月14日至17日，K202與K534兩編成陸續吊離車站，以公路運送至郡山車輛中心。
2015年1月31日起，此站與龍田車站之間開行接駁公車，公車經國道6號，穿越過福島第一核電廠事故的20公里警戒區，中途均不停車上下客及休息
2016年7月12日，原之町車站至小高車站間路段隨著南相馬市南方解除避難指示而恢復列車行駛。原有往來龍田車站的接駁公車於同日起增停小高車站。
2020年3月14日，随常磐线全线恢复运行，接驳巴士停止运行。

## 統計
下表提供2001年起的統計，乘車人數逐年遞減。2011年3月11日至12月20日暫時停止營業，恢復營業後搭車人數較災前減少近七成。
| 乘車人數表 | 乘車人數表       | 乘車人數表 |
| 年度       | 一日平均乘車人數 | 備註       |
| ---------- | ---------------- | ---------- |
| 2000       | 2,336            |            |
| 2001       | 2,219            |            |
| 2002       | 2,144            |            |
| 2003       | 2,088            |            |
| 2004       | 2,042            |            |
| 2005       | 1,991            |            |
| 2006       | 1,906            |            |
| 2007       | 1,851            |            |
| 2008       | 1,815            |            |
| 2009       | 1,717            | [ 7 ]      |
| 2010       | 1,679            | [ 8 ]      |
| 2011       |                  |            |
| 2012       | 619              |            |
| 2013       | 613              |            |
| 2014       | 593              |            |

## 圖片

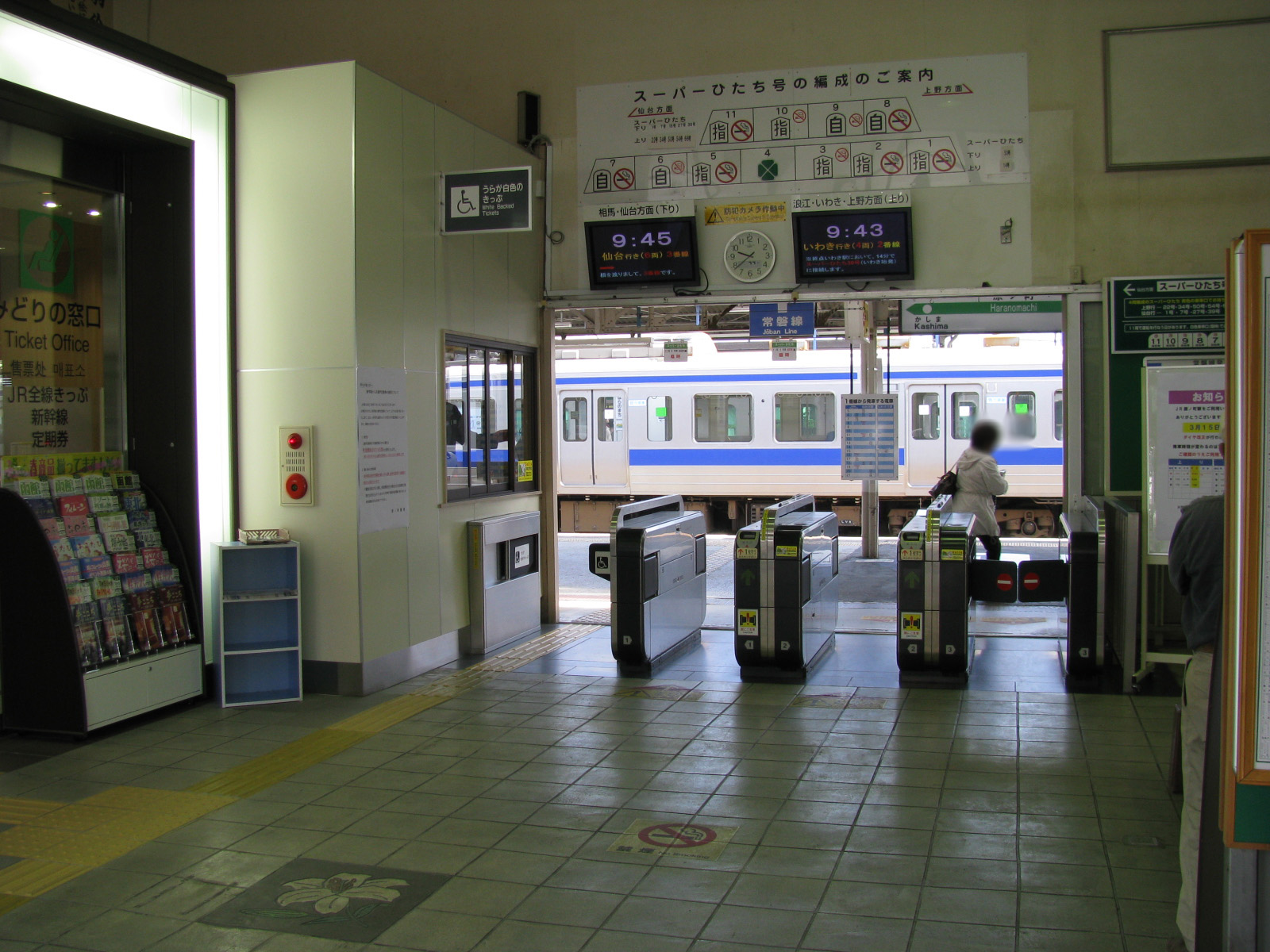
剪票口（2008年3月攝）
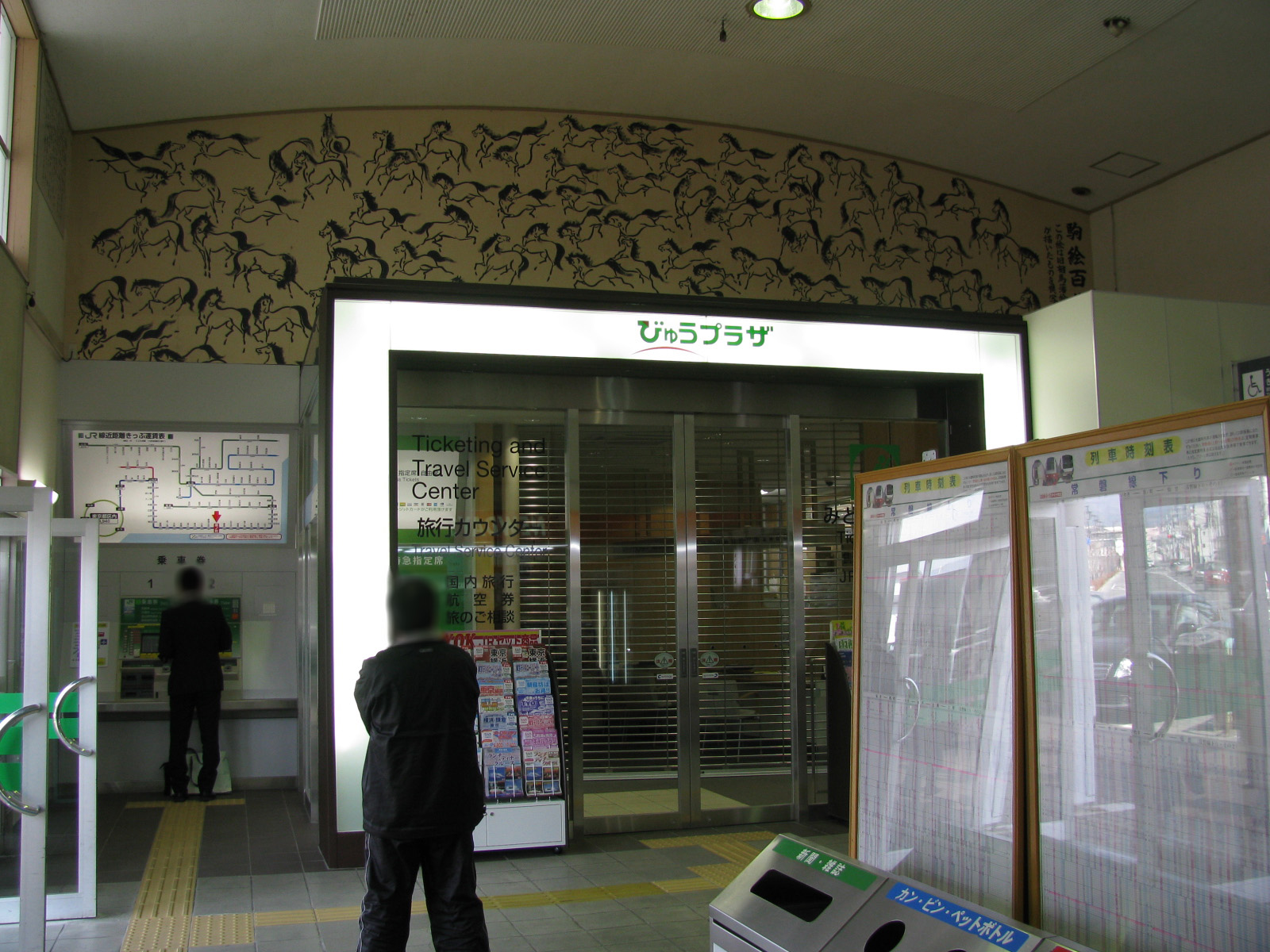
綠色窗口、自動售票機及「駒繪百馬」圖（2008年3月攝）
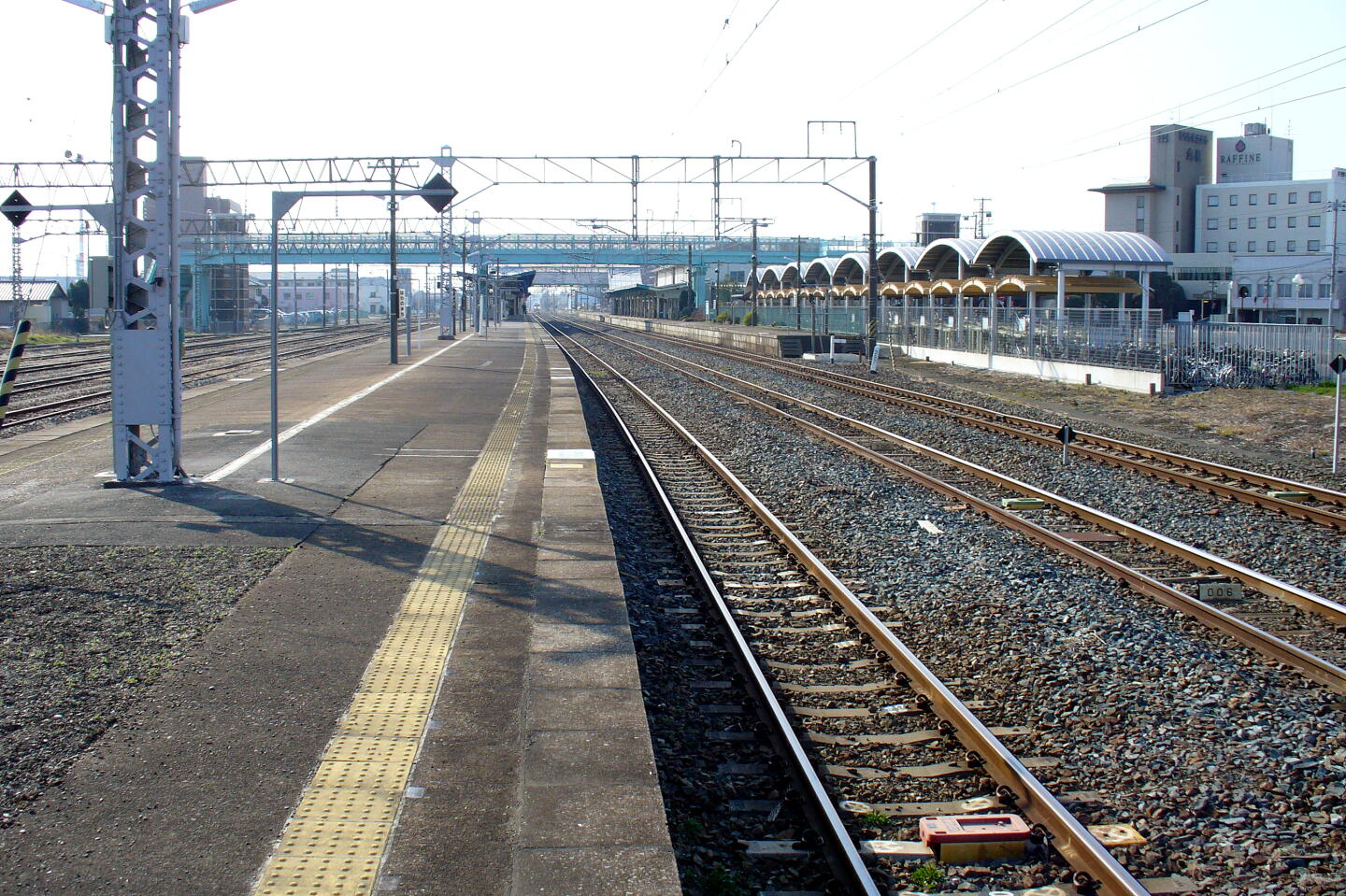
站場（2008年4月）

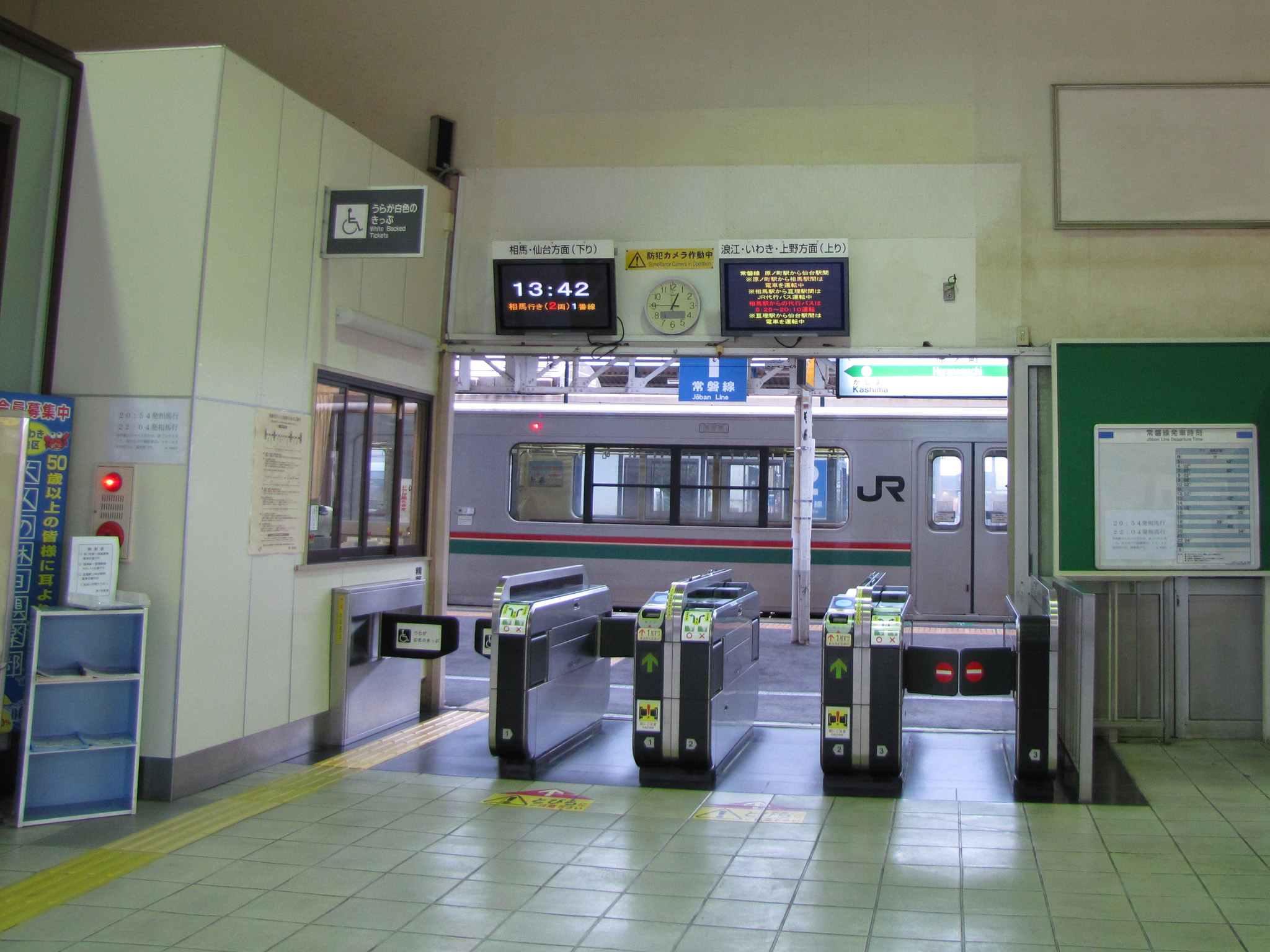
剪票口（2012年11月攝）
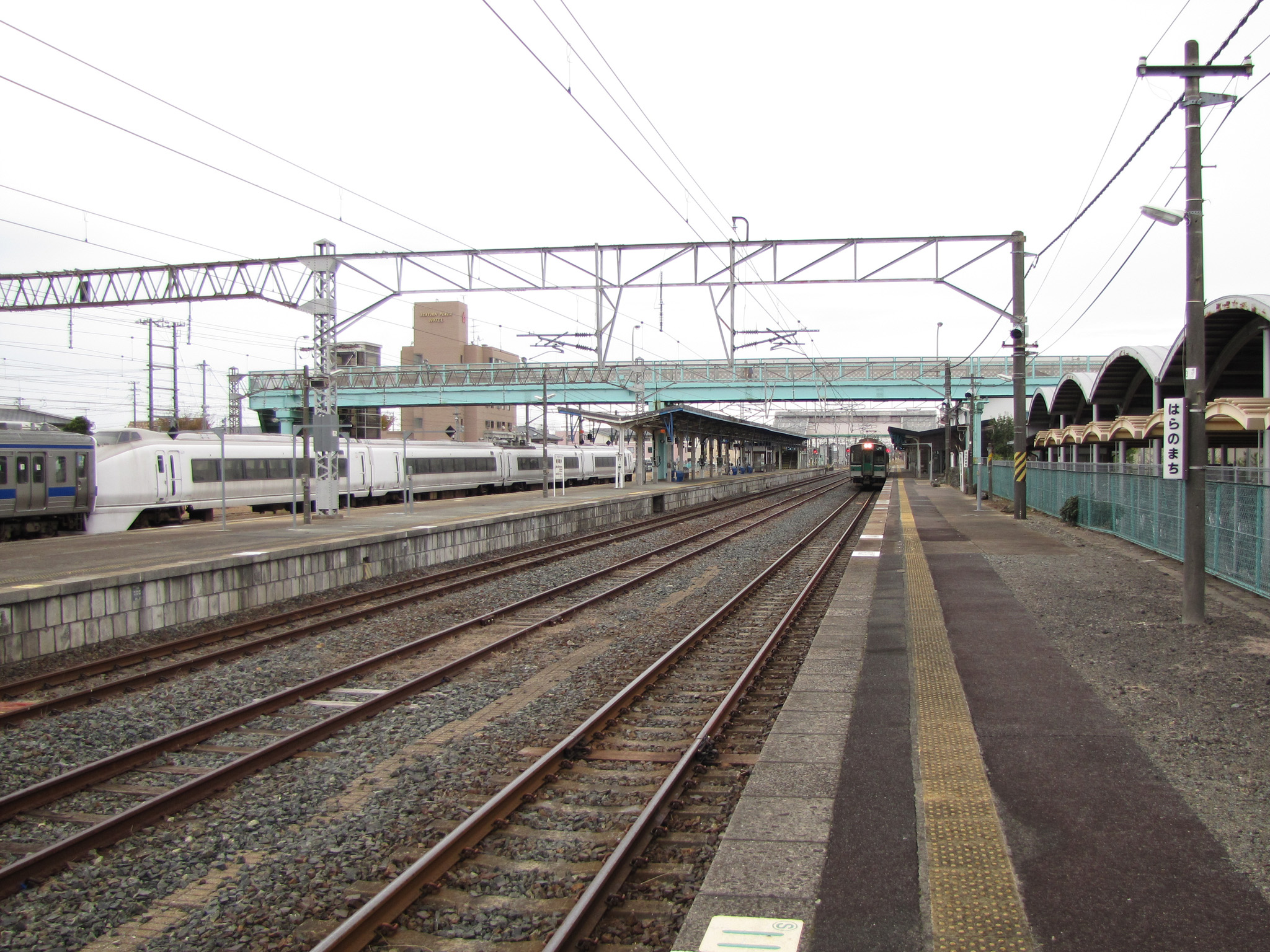
站場（2012年11月攝）
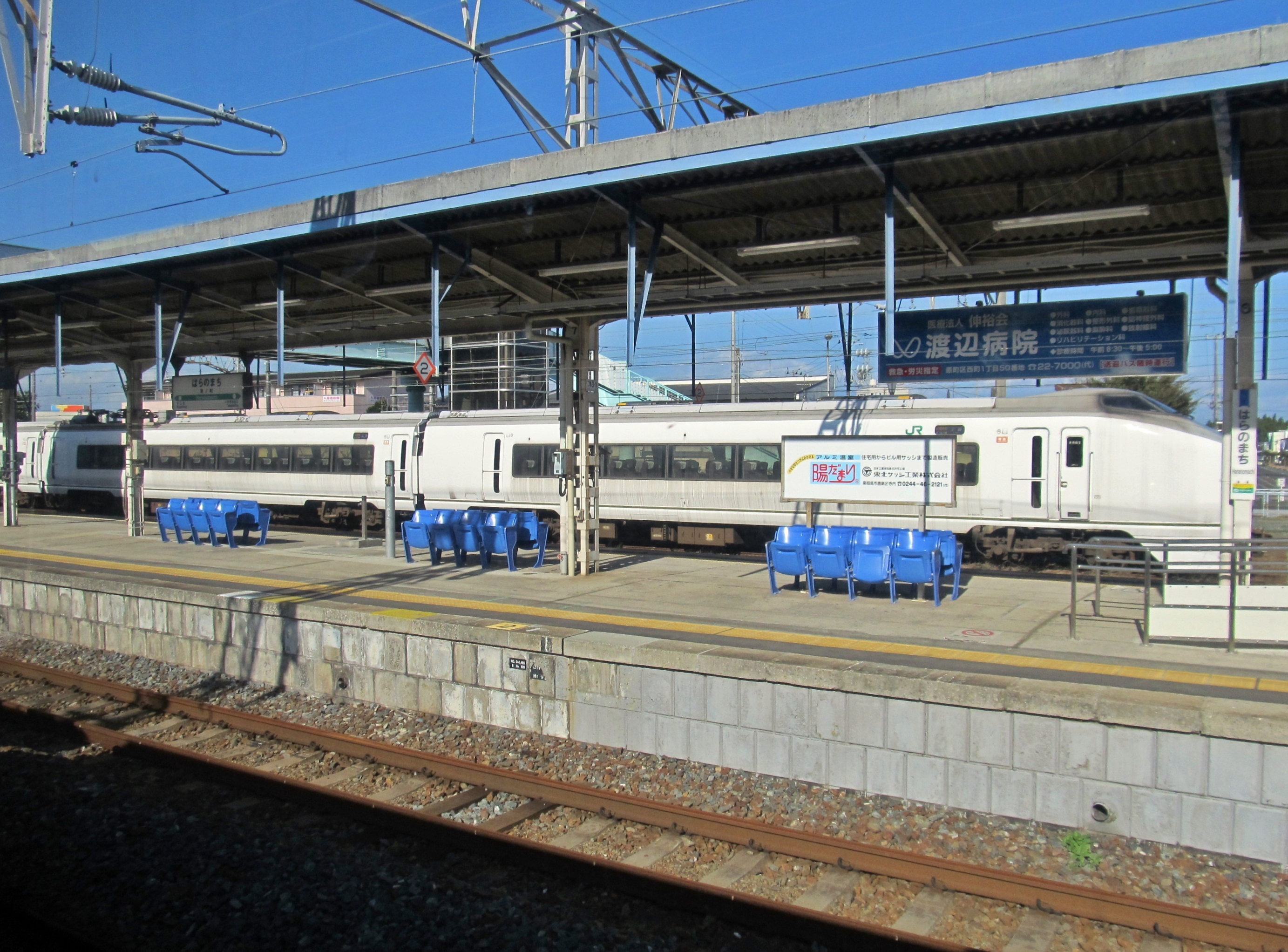
震災後曾長期停放的651系電聯車（2012年10月攝，2016年3月17日移除）

## 相鄰車站
東日本旅客鐵道
■常磐線
磐城太田－原之町－鹿島
■代替巴士（往龍田）
小高－原之町
與鹿島站之間的高平信號所於1993年2月10日廢除

## 外部連結
- （日語） JR東日本 原ノ町駅 （页面存档备份，存于）